# Eutelia nigridentula
Eutelia nigridentula är en fjärilsart som beskrevs av George Francis Hampson 1905. Eutelia nigridentula ingår i släktet Eutelia och familjen nattflyn. Inga underarter finns listade i Catalogue of Life.